# Andrzej Szmajke
Andrzej Jerzy Szmajke (ur. 21 października 1953 w Kraśniku, zm. 5 czerwca 2016 we Wrocławiu) – polski psycholog, specjalizujący się w zakresie autoprezentacji, postrzegania ludzi, psychologii osobowości i psychologii społecznej, nauczyciel akademicki, związany z uczelnią we Wrocławiu i w Opolu. Profesor nauk humanistycznych (2008).

## Życiorys
Andrzej Szmajke urodził się w 1953 w Kraśniku. W 1972 rozpoczął studia na kierunku psychologia na Uniwersytecie Wrocławskim, które ukończył magisterium w 1977. Z uczelnią tą związał się przez kolejnych kilka dekad, rozpoczynając pracę od stanowiska asystenta, a kończąc na profesorze nadzwyczajnym na Instytucie Psychologii UWr. Kierował tam Zakładem Eksperymentalnej Psychologii Społecznej. Otrzymał na niej także stopień doktora nauk humanistycznych w zakresie psychologii. W 1997 uzyskał stopień naukowy doktora habilitowanego na Instytucie Psychologii PAN w Warszawie na podstawie pracy pt. Samoutrudnianie jako sposób autoprezentacji.
Od lat 90. XX wieku pracował także w Zakładzie Psychologii Katedry Humanistycznych Podstaw Kultury Fizycznej Akademii Wychowania Fizycznego we Wrocławiu oraz Instytucie Psychologii Uniwersytetu Opolskiego, gdzie otrzymał stanowisko profesora zwyczajnego. W 2008 został dyrektorem tej placówki naukowo-dydaktycznej.
Prof. Andrzej Szmajke został pochowany 10 czerwca 2016 na wrocławskim cmentarzu komunalnym przy ul. Kiełczowskiej.

## Dorobek naukowy
Zajmował się badaniami dotyczącymi percepcji interpersonalnej, autoprezentacji, atrakcyjności interpersonalnej, egotyzmu. Zajmował się również psychologią zachowań politycznych i psychologią sportu. Jest autorem ponad 90 publikacji, m.in.:
- Samoutrudnianie. Dobre i złe strony rzucania kłód pod własne nogi (współautor prof. D. Doliński),
- Samoutrudnianie jako sposób autoprezentacji: Czy rzucanie kłód pod własne nogi jest skuteczna metodą wywierania korzystnego wrażenia na innych?, Instytut Psychologii PAN, Warszawa 1997.
- Autoprezentacja: maski – pozy – miny, Wyd. Ursa, Olsztyn 1999.